# 줄무늬풀밭쥐
줄무늬풀밭쥐(Lemniscomys striatus)는 쥐과에 속하는 설치류의 일종이다. 아프리카 중부와 서부 지역에 분포한다.

## 특징
작은 설치류로 머리부터 몸까지 길이는 107~123mm, 꼬리 길이는 133~152mm이다. 발 길이는 23~27mm, 귀 길이는 15~17mm, 몸무게는 최대 48g이다.

## 아종
6종의 아종이 알려져 있다.
- L. s. striatus - 기니비사우, 기니, 말리, 부르키나 파소, 시에라리온, 라이베리아, 코트디부아르, 가나, 토고, 베넹, 나이지리아, 카메룬, 중앙아프리카공화국, 콩고민주공화국,
- L. s. ardens (Thomas, 1910) - 케냐 중부와 탄자니아 남부
- L. s. dieterleni (Van der Straeten, 1976) - 콩고민주공화국 동부
- L. s. luluae (Matschie, 1926) - 앙골라, 콩고민주공화국 남부
- L. s. massaicus (Pagenstecher, 1885) - 남수단, 우간다, 탄자니아, 르완다, 부룬디, 잠비아, 콩고민주공화국 남동부
- L. s. wroughtoni (Thomas, 1910) - 에티오피아 중서부[4]